# Mouzieys-Teulet
Mouzieys-Teulet is een gemeente in het Franse departement Tarn (regio Occitanie) en telt 311 inwoners (1999). De plaats maakt deel uit van het arrondissement Albi.

## Geografie
De oppervlakte van Mouzieys-Teulet bedraagt 13,3 km², de bevolkingsdichtheid is 23,4 inwoners per km².
De onderstaande kaart toont de ligging van Mouzieys-Teulet met de belangrijkste infrastructuur en aangrenzende gemeenten.

## Demografie
Onderstaande figuur toont het verloop van het inwonertal (bron: INSEE-tellingen).